# Zenão de Alexandria
Zenão (em latim: Zeno; em grego: Ζήνων; romaniz.: Zénon) foi um médico e professor de medicina romano de origem grega. Se sabe que esteve ativo na cidade de Alexandria durante a segunda metade do século IV, quando foi exilado pelo bispo Jorge em 360. Ele permaneceu no exílio até o final de 361, quando foi restaurado pelo imperador Juliano, o Apóstata (r. 361–363).